# Mick Baxter
Mick Baxter (sinh ngày 30 tháng 12 năm 1956 – 16 tháng 1 năm 1989) là một cầu thủ bóng đá người Anh thi đấu ở vị trí hậu vệ.
Ông mất vì ung thư vào tháng 1 năm 1989, hưởng dương 32 tuổi.